# Petit (geslacht)

Geslachtswapen (1816)

Petit (ook: Petit d'Oudenborgh) is een uit de Zuidelijke Nederlanden afkomstig geslacht waarvan leden sinds 1816 tot de Nederlandse adel behoren en dat in 1906 uitstierf.

## Geschiedenis
De stamreeks begint met Jacques Christophe Petit die omstreeks 1590 werd geboren. Een nazaat, mr. Petrus Philippus Patricius Josephus Petit (1748-1827), werd bij Koninklijk Besluit van 18 november 1816 ingelijfd in de Nederlandse adel. Met een kleindochter van hem stierf het geslacht in 1906 uit.

## Wapenbeschrijving
"Coupé, waervan het eerste deel van zilver, beladen met een ten halven lijve uitschietenden arend van sabel, getongd van keel, het tweede van lazuur, beladen met eene fasce en ver[ge]zeld en pointe [van twee] geaffronteerde halve maanen alles van zilver. Het schild gedekt met een vooruytstaanden helm van zilver, geboord, getralied en gesierd van goud, gevoerd van keel, op dezen eene wrong van lazuur en zilver, waerop tot cimier de halve arend van het eerste deel van het schild, voorts met zijne helmdekken van lazuur en zilver."

## Enkele telgen
- Jhr. mr. Petrus Philippus Patricius Josephus Petit ([1748]-1827), advocaat
  - Jhr. mr. Maria Petrus Josephus Franciscus Petit (1777-1849), lid van de Tweede Kamer en burgemeester van Roermond
  - Jhr. Christophorus Antonius Casimirus Petit d'Oudenborgh (1781-1860), lid van provinciale staten van Limburg
    - Jkvr. Maria Anna Petronella Hubertina Petit d'Oudenborgh (1841-1906), laatste telg van het geslacht; trouwde in 1881 met Léon Hyacinthe Armand Magnée de Horn (1840-1902), lid van de Eerste Kamer